# ويليام مكلارين بريستول
ويليام مكلارين بريستول (بالإنجليزية: William McLaren Bristol)‏ هو شخصية أعمال أمريكي، ولد في 1860، وتوفي في 1935.